# 세계 점자의 날
세계 점자의 날(World Braille Day)은 1월 4일 국제 날로 시각 장애인의 인권을 완전히 실현하기 위한 의사소통 수단으로서 점자의 중요성을 인식한 것을 기념하는 날이다. 행사 날짜는 2018년 11월 유엔 총회에서 선언문을 통해 결정되었으며, 이 문자 체계를 창시한 루이 브라유의 생일을 기념한다. 2019년 1월 4일, 제1회 세계 점자의 날이 기념되었다.